# Thetford
Thetford – miasto i civil parish w dystrykcie Breckland, w hrabstwie Norfolk, w Anglii, Wielka Brytania, 130 km od Londynu. W 2011 roku civil parish liczyła 24 340 mieszkańców. Słynie ono z przemysłu mięsnego.

## Historia
W starożytności główna siedziba celtyckiego plemienia Icenów. W okresie anglosaskim siedziba królów i biskupów Wschodniej Anglii.

## Miasta i gminy partnerskie
- Skawina  Polska (2004)
- Hürth  Niemcy (1966)
- Spijkenisse, Holandia (1966)
- Les Ulis Francja (1996)